# Епирска волухарица
Епирска волухарица (лат. Microtus levis) је сисар из реда глодара и породице хрчкова (лат. Cricetidae).

## Распрострањење
Врста је присутна у Азербејџану, Белорусији, Бугарској, Грчкој, Естонији, Ирану, Јерменији, Казахстану, Летонији, Литванији, Македонији, Молдавији, Румунији, Русији, Србији, Турској, Украјини, Финској и Црној Гори.

## Станиште
Епирска волухарица има станиште на копну.

## Угроженост
Ова врста није угрожена, и наведена је као последња брига јер има широко распрострањење.

### Популациони тренд
Популација ове врсте је стабилна, судећи по доступним подацима.